# Cornaro-Kapelle

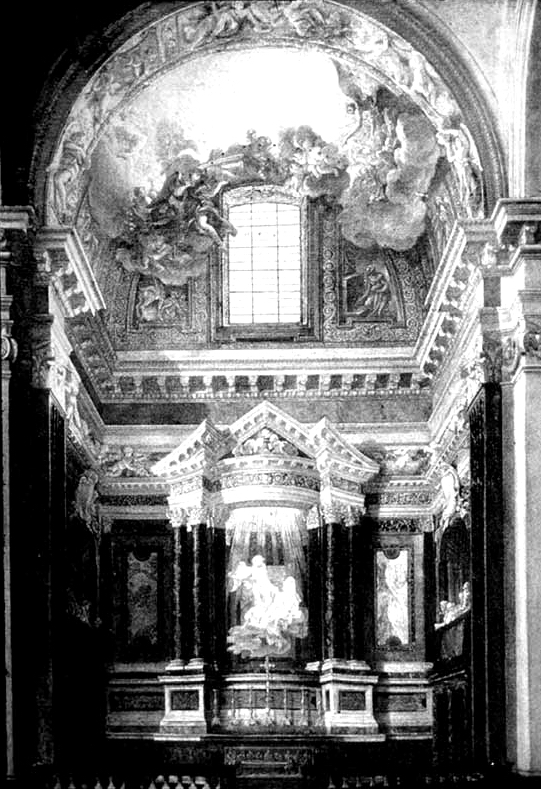
Cappella Cornaro

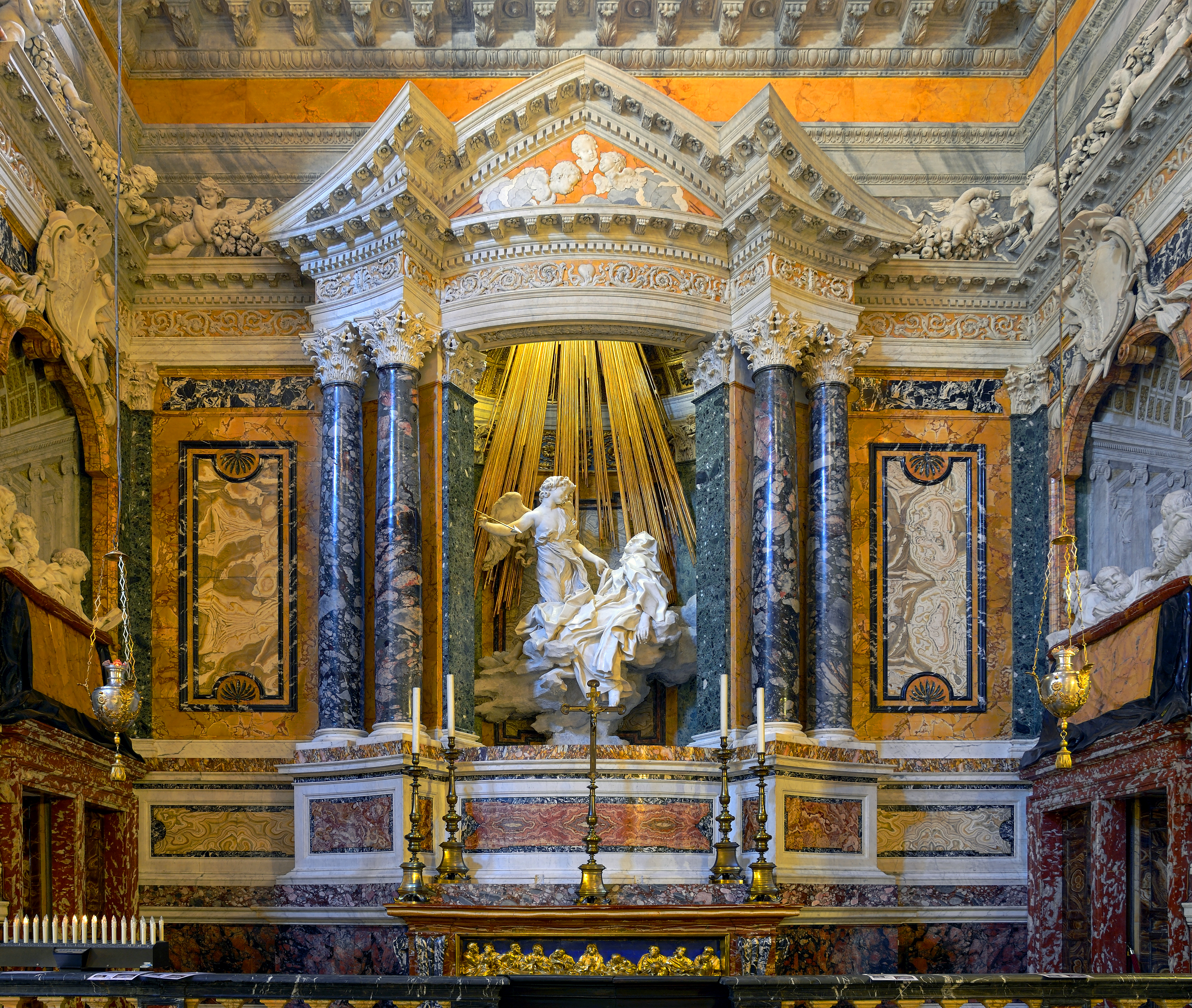
Cappella Cornaro (Detail)

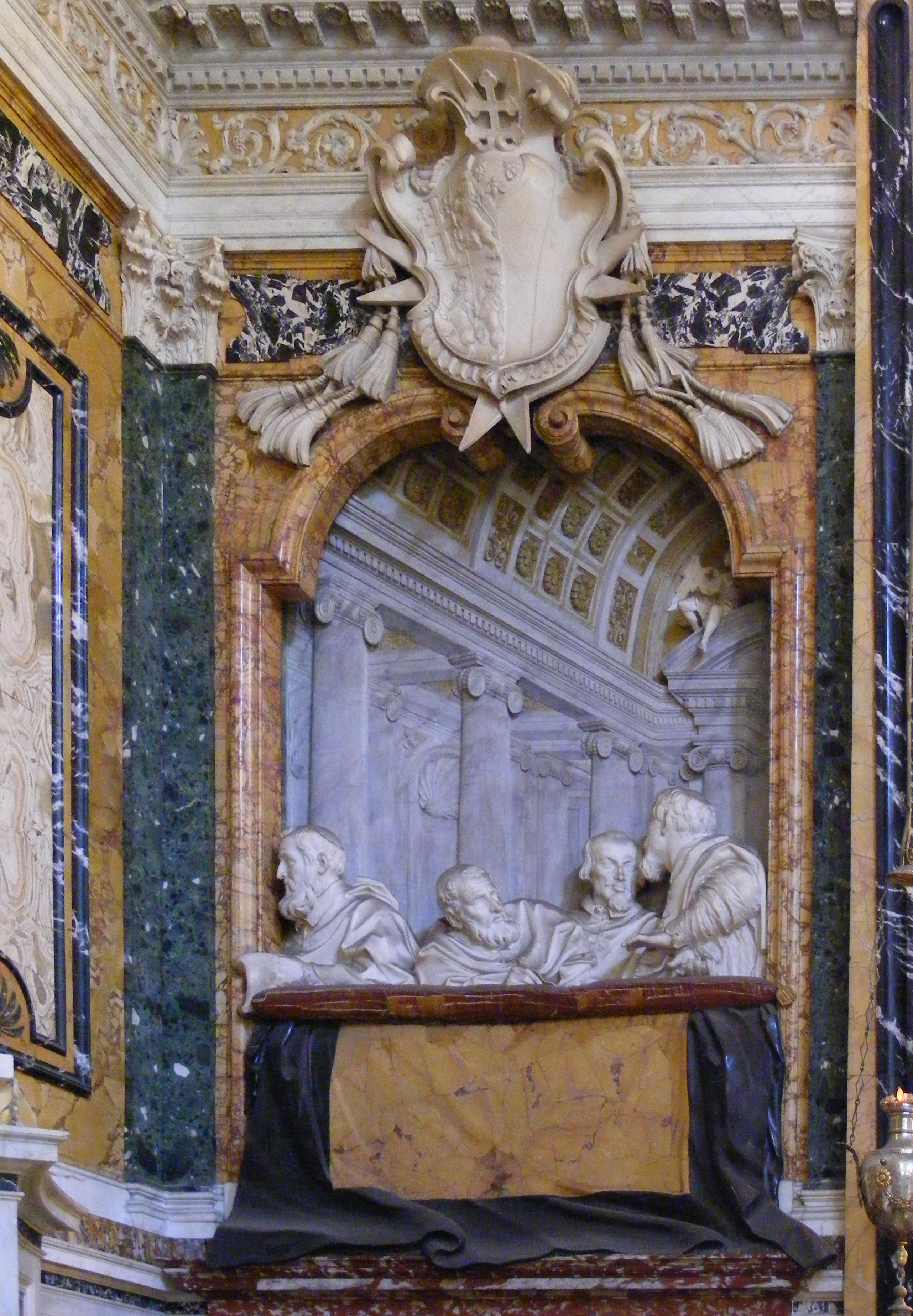
Kardinäle aus der Familie Cornaro als „Zuschauer“ der theresianischen Vision

Die Cornaro-Kapelle, erbaut 1647–1652, befindet sich in der Kirche Santa Maria della Vittoria in Rom. Sie wurde von Kardinal Federico Baldissera Bartolomeo Cornaro, einem Mitglied der venezianischen Cornaro-Familie, als Grablege gestiftet. Die Kapelle im linken Querarm der Kirche ist das Werk des Bildhauers und Architekten Giovanni Lorenzo Bernini. In ihr befindet sich Berninis berühmte Skulptur Verzückung der Heiligen Theresa.

## Stifter
Stifter der Kapelle war Federico Cornaro (1579–1653), Spross der mächtigen Cornaro-Familie, Patriarch von Venedig und Kardinal. Sein Auftrag an Bernini erging zu einem Zeitpunkt, als dieser in Rom heftig unter Kritik geraten war, da seine für St. Peter entworfenen Türme wegen Einsturzgefahr abgerissen werden mussten. Cornaro gab ihm durch seinen Auftrag die Möglichkeit, seine Qualität als Künstler und Architekt durch die Errichtung eines spektakulären Gesamtkunstwerks unter Beweis zu stellen.

## Architektur und Innenausstattung
Bernini gestaltete das linke Querschiff der Kirche für die Cornaro-Kapelle vollständig um. Der Raum ist mit lebhaft geflammten und durchaderten Marmorplatten in den Farben Bernsteingelb, Ocker, Rosa bis Bräunlichrot verkleidet, Friese und Säulenkapitelle sind prunkvoll vergoldet.
An der Stirnwand steht der mächtige als Ädikula ausgebildete Altar mit gekuppelten Säulen, die einen reich gegliederten und dekorierten Gebälkgiebel tragen. Die Säulen rahmen Berninis berühmte Skulpturengruppe, die auf einer Wolke schwebende Theresa und den Engel mit dem Pfeil, auf die sich das Licht in goldenen Strahlenbündeln ergießt. An den Seiten sind Mitglieder der Familie Cornaro wie in Theaterlogen dargestellt, sie scheinen die Szene der heiligen Theresa zu betrachten.
Die drei Künste werden in der Kapelle nebeneinander eingesetzt. Sie stellen ein bel composto („schön Zusammengesetztes“) dar aus Skulptur – die hl. Theresa zentral und die Büsten der Cornaro-Familie in ihrer Privatkapelle –, Architektur – die Balustrade zur Kirche; die kostbare Marmorauskleidung der Kapelle und die Ädikula-Rahmung der Skulpturengruppe – und Malerei – das von Guido Ubaldo Abbatini ausgeführte Deckenfresko.
An einigen Stellen löst sich die Grenze zwischen den Künsten auf, wenn Architektur täuschend echt gemalt ist oder in Skulptur abgebildet wird.

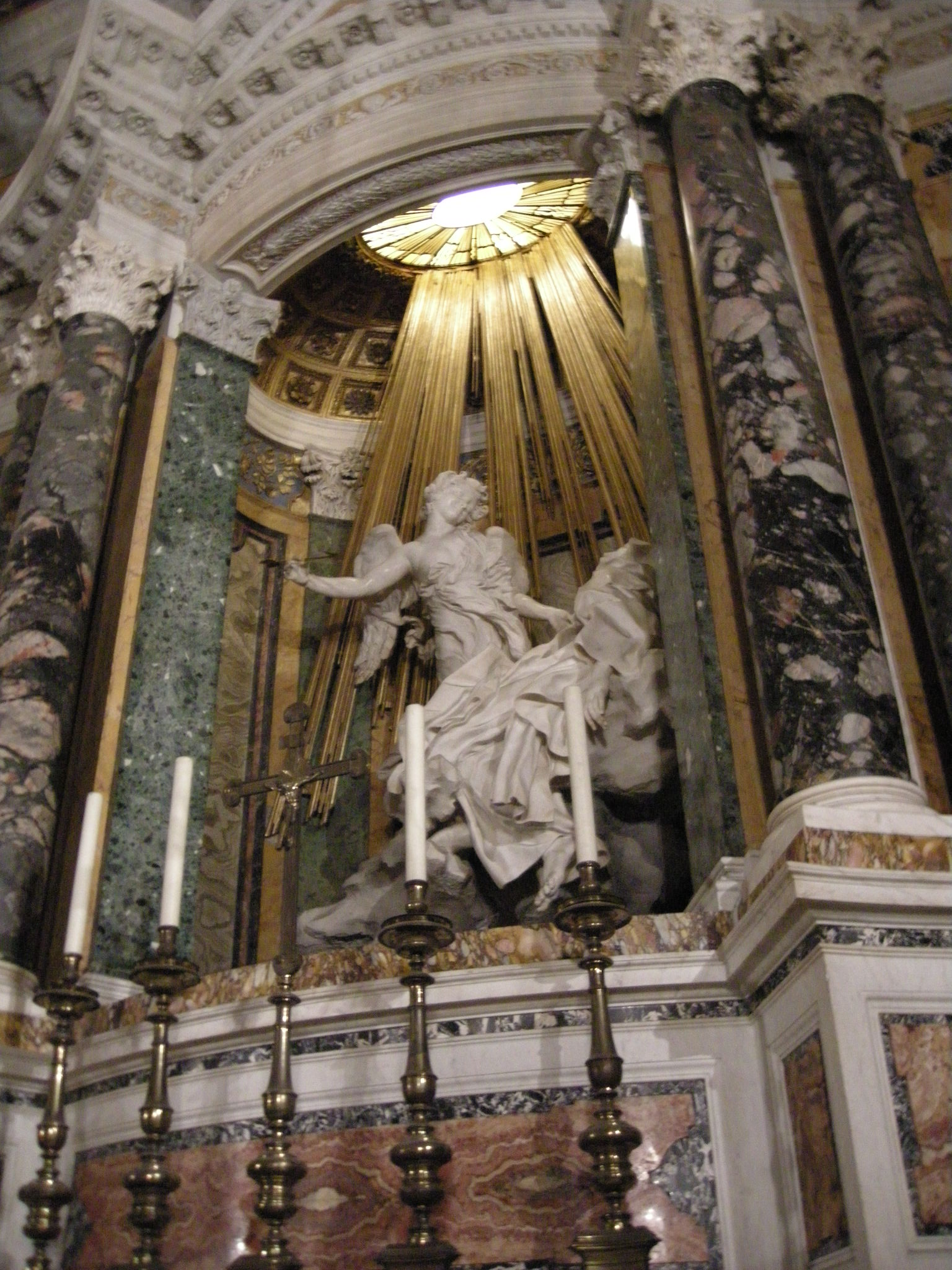
Lichtführung auf die Skulpturengruppe

Die Skulpturengruppe wird durch eine raffinierte Lichtführung effektvoll beleuchtet.
Das Licht fällt durch eine eigens eingebauten Lichtkammer, die von dem Bogen der Ädikula verdeckt ist. Durch gelb gefärbtes Glas gefiltert, das die goldenen Strahlenbündel zum Leuchten bringt, wird das reale in ein überirdisches Licht umgedeutet.
Die Skulptur bildet gemeinsam mit einem lateinischen Schriftzug eine Art gebautes Emblem. Im Gewölbe steht der Vers:
Nisi coelum creassem, ob te solam crearem („Hätte ich den Himmel nicht geschaffen, allein um deinetwillen würde ich ihn erschaffen“).
Dieses Wort aus der Heiligenlegende Theresias stellt eine Apotheose der hl. Theresa als Gründerin des Ordens der unbeschuhten Karmelitinnen dar. Es hat ein Vorbild in einem Gotteswort über den Propheten Elija in der jüdischen Haggada.

## Darstellung der Leidenschaft
Die zentrale Figurengruppe der Transverberations-Vision Verzückung der Heiligen Theresa zeigt, wie Theresa den von einem Engel abgeschossenen Pfeil im Herzen empfängt.
Oft als zu erotisch kritisiert, nimmt Bernini die Visionsdarstellung der hl. Theresa wörtlich: Er stellt nicht nur den Inhalt ihrer Vision dar, sondern auch ihre Gefühle. Somit veräußert er die Innerlichkeit gleich zweimal und stellt den komplexen psychischen Ausdruck dar. Er zeigt ihren größten Schmerz und die größte Lust zugleich, welche die Heilige in ihren Lebensbeschreibungen schildert.